# Augerolles
Augerolles ist eine französische Gemeinde mit 864 Einwohnern (Stand 1. Januar 2022) im Département Puy-de-Dôme in der Region Auvergne-Rhône-Alpes. Sie gehört zum Arrondissement  Thiers und zum Kanton Les Monts du Livradois.
Nachbargemeinden von Augerolles sind Aubusson-d’Auvergne, Courpière, Olmet, La Renaudie, Sauviat, Vollore-Montagne, Vollore-Ville und Saint-Gervais-sous-Meymont.

## Bevölkerungsentwicklung
| Jahr                       | 1962 | 1968 | 1975 | 1982 | 1990 | 1999 | 2007 |
| Einwohner                  | 1186 | 1239 | 1160 | 960  | 894  | 889  | 909  |
| Quellen: Cassini und INSEE |      |      |      |      |      |      |      |

## Sehenswürdigkeiten
- Kreuzerhöhungs-Kirche (11. Jahrhundert, Monument historique)
- Kirche Sainte-Famille im Ortsteil Le Trévy